# Faaborg Gymnasium
Faaborg Gymnasium er et gymnasium beliggende i Faaborg. Det blev oprettet af Fyns Amt i 1979, i begyndelsen huset i midlertidige skure. Byggeriet af de nuværende bygninger på Sundagervej blev påbegyndt i maj 1980 og færdiggjort juli 1981 til ibrugtagning ved skoleårets start samme år. Gymnasiets første rektor var Povl Marstal (til 1998).
Faaborg Gymnasium har fra skolens start delt bygningerne med VUC Faaborg. Gymnasiet og VUC er to selvstændige institutioner, men i tæt samarbejde.

## Rektorer
- Poul Marstal (1979-1998)[1][2]
- Claus Jensen (1999-2015)[3]
- Sophie Holm Strøm (2015-2019)[4][5]
- Jesper Hasager Jensen (2019-2023)[6]
- Morten Østerlund Krog (2023-nu)[7]

## Kendte studenter
- 1987: Gitte Lillelund Bech, folketingsmedlem (V), forsvarsminister
- 1989: Jens Aage Pedersen, manuskriptforfatter til spillefilmen Polle Fiction (landsbyen Snave, hvor filmen foregår ligger i Faaborg Gymnasiums opland)
- 1991: Lars Andreas Pedersen, også kendt som Lars AP, ophavsmanden til Fucking Flink. Desuden manuskriptforfatter til Polle Fiction sammen med storebror Jens.
- 1995: Rasmus Dahlberg, historiker
- 1997: Thorbjørn Christoffersen animator/art director og instruktør på bl.a. Terkel i knibe, Rejsen til Saturn og instruktør på bl.a. Ronal Barbaren.[8][9]